# Bezirksamt Hemau
| Basisdaten          | Basisdaten                |
| ------------------- | ------------------------- |
| Land:               | Bayern                    |
| Regierungsbezirk:   | Oberpfalz                 |
| Verwaltungssitz:    | Hemau                     |
| Fläche:             | 712,63 km²                |
| Einwohner:          | 32.753 (1. Dezember 1871) |
| Bevölkerungsdichte: | 46 Einwohner je km²       |
| Gliederung:         | 92 Gemeinden              |

Das Bezirksamt Hemau bestand von 1862 bis 1879 im bayerischen Regierungsbezirk Oberpfalz. Es wurde 1862 im Zuge der administrativen Neuordnung des Königreichs Bayern aus den Landgerichten Hemau und Riedenburg gebildet. Verwaltungssitz war die Stadt Hemau.
Mit Wirkung vom 1. Oktober 1879 wurde das Bezirksamt Hemau aufgelöst. Das Gebiet des Gerichtsbezirks Hemau wurde aufgeteilt: fünf Gemeinden (Eichhofen, Etterzhausen, Haugenried, Nittendorf und Schönhofen) wurden in das Bezirksamt Stadtamhof eingegliedert. Der Rest, darunter die Stadt Hemau selbst, kamen zum neu gebildeten Bezirksamt Parsberg. Das Gebiet des Gerichtsbezirks Riedenburg wurde dem aus Mittelfranken umgegliederten Bezirksamt Beilngries zugeschlagen.

## Städte und Landgemeinden
Das Bezirksamt Hemau umfasste bis zu seiner Auflösung 92 Gemeinden mit insgesamt 380 Ortschaften.
| Landgericht Hemau | Landgericht Riedenburg (entspricht genau dem 1908 gegründeten Bezirksamt Riedenburg) |
| --- | --- |
| 1. Aichkirchen 2. Beilnstein 3. Beratzhausen 4. Bergstetten 5. Berletzhof 6. Breitenbrunn 7. Brunn 8. Buch 9. Deuerling 10. Dürn 11. Eichhofen 12. Endorf 13. Erggertshofen 14. Etterzhausen 15. Großetzenberg 16. Haag 17. Haugenried 18. Hemau, Stadt 19. Herrnried 20. Hohenschambach 21. Kemnathen 22. Klingen 23. Kollersried 24. Laaber 25. Langenkreith 26. Langenthonhausen 27. Laufenthal 28. Mausheim 29. Neukirchen 30. Neulohe 31. Nittendorf 32. Painten 33. Pellndorf 34. Pfraundorf 35. Rechberg 36. Rothenbügl 37. Schönhofen 38. Schwarzenthonhausen 39. Thonlohe | 1. Altmannstein 2. Altmühlmünster 3. Bayersdorf 4. Berghausen 5. Bettbrunn 6. Breitenhill 7. Buch 8. Deising 9. Dietfurt a.d.Altmühl 10. Echendorf 11. Eggersberg 12. Eutenhofen 13. Forchheim 14. Gimpertshausen 15. Griesstetten 16. Hagenhill 17. Hainsberg 18. Hattenhausen 19. Hexenagger 20. Hiendorf 21. Hüttenhausen 22. Jachenhausen 23. Laimerstadt 24. Lobsing 25. Mallerstetten 26. Meihern 27. Mendorf 28. Mindelstetten 29. Mühlbach 30. Neuenhinzenhausen 31. Offendorf 32. Otterzhofen 33. Perletzhofen 34. Pondorf 35. Predlfing 36. Pemerzhofen 37. Prunn 38. Riedenburg 39. Sandersdorf 40. Schafshill 41. Schaitdorf 42. Schamhaupten 43. Schwabstetten 44. Sollern 45. Staadorf 46. Steinsdorf 47. Tettenwang 48. Thann 49. Unterbürg 50. Wildenstein 51. Winden 52. Wolfsbuch 53. Zell |